# Connithorax
Connithorax é um gênero de aranhas da família Linyphiidae descrito em 1993 por K. Y. Eskov]], o qual foi encontrado unicamente na Rússia.